# 毛利伯郎
毛利 伯郎（もうり はくろう、1950年11月3日 - ）は日本のチェリスト。現在桐朋学園大学教授。静岡県出身。
10歳でチェロを始め、1966年に桐朋学園に入学、その後ジュリアード音楽院で学び1974年にジュリアード・オーケストラ首席チェリストとなった。
1977年チリで行われた国際チェロ・コンクールで銀賞を獲得した。
1985年に日本に帰国した後、読売日本交響楽団のソロチェリストに就任、現在同交響楽団首席チェリストを務めている。